# Шентвид при Стични
Шентвид при Стични (словен. Šentvid pri Stični) је насељено место у општини Иванчна Горица, Средњесловенска регија, Словенија.

## Историја
До територијалне реорганизације у Словенији био је у саставу старе општине Гросупље.

## Становништво
У попису становништва из 2011. године, Шентвид при Стични је имао 1.002 становника.
| Број становника према пописима | Број становника према пописима | Број становника према пописима |
| ------------------------------ | ------------------------------ | ------------------------------ |
| 1991                           | 2002                           | 2011                           |
| 819                            | 922                            | 1.002                          |

## Галерија
- детаљ
- архитектура
- унутрашњост цркве
- железничка станица